# Вусач-Розалія
Вуса́ч-Роза́лія (Rosalia Audinet-Serville, 1833) — рід жуків з родини вусачів. 
В Українських Карпатах поширений лише один вид:
Вусач-Розалія альпійська (Rosalia alpina Linnaeus, 1758)